# Rhodiumelektrolyt
Rhodiumelektrolyte sind rhodiumhaltige Elektrolyte, die in der Galvanotechnik zur Rhodinierung verwendet werden, um Rhodiumschichten auf eine Oberfläche aufzubringen. Die hierbei verwendeten Rhodiumbäder sind überwiegend stark schwefelsäurehaltig (pH-Wert < 1), es gibt aber auch solche mit Phosphorsäure oder mit Schwefelsäure/Phosphorsäure-Mischungen. Der Metallgehalt beträgt zwischen 1,5 und 4 Gramm Rhodium pro Liter Bad. Die Arbeitstemperatur liegt je nach Badtype zwischen 25 und 50 °C.
Spannungen liegen zwischen 2 und 3 Volt und Expositionszeiten bei 2 min (1-5 min).
Als Anodenmaterial finden Mischoxid-Anoden sowie platiniertes Titan Anwendung mit einem Anoden-/Kathodenoberflächenverhältnis von 1:1. Die Stromdichte beträgt  0,5-2,0 A/dm2. Die Abscheiderate beträgt 6-8 mg/A min.
Rhodiumschichten sind sehr hart und nicht duktil. Die Dicke der abgeschiedenen Schichten beträgt im dekorativen Bereich 0,1 bis 0,2 µm, bei technischen Anwendungen können auch dickere Schichten abgeschieden werden.
Rhodiumelektrolyte ermöglichen die Rhodinierung von Silber, Buntmetallen (z. B. Kupfer, Messing oder auch Bronze) und Nickel. Sie können nicht auf säureempfindlichen Grundmetallen wie Zink, Eisen oder rostenden Stählen verwendet werden.

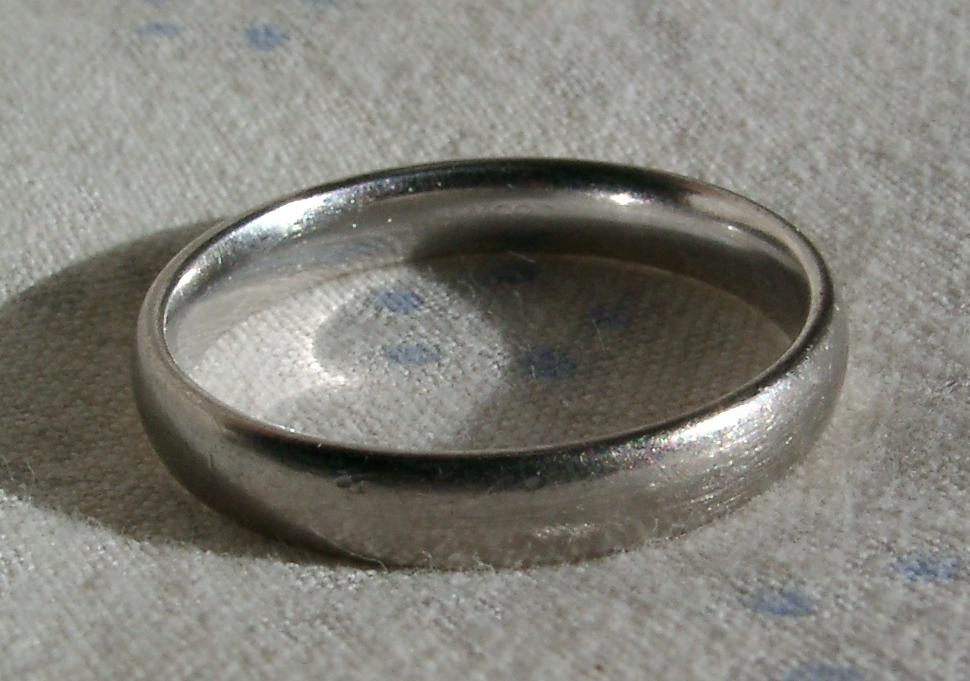
Rhodiumbeschichteter Weißgoldring

Anwendung findet das Verfahren vor allem in der Schmuckindustrie, insbesondere bei Ringen. Bei Diamantschmuck kann so die Gesamtreflexion gesteigert werden.
Die technische Umsetzung der Rhodinierung gelang Anfang der 1930er Jahre der Firma W. C. Heraeus.
Relativ einfache Gerätschaften sind für Juweliere erhältlich, die Elektrolyte selbst sind jedoch ausgesprochen teuer.